# حق اليقين
حق اليقين عبارة عن فناء العبد في الحق، والبقاء به علما وشهودا، وحالا لا علما فقط؛ فعلم كل عاقل الموت علم اليقين، فإذا عاين الملائكة فهو عين اليقين، فإذا أذاق الموت فهو حق اليقين.
وقيل: علم اليقين ظاهر الشريعة، وعين اليقين الإخلاص فيها، وحق اليقين المشاهدة فيها.
ذكر حق اليقين مرة واحدة بالقرآن الكريم في سورة الواقعة ﴿ إِنَّ هَٰذَا لَهُوَ حَقُّ الْيَقِينِ ﴾ (95) والمعنى إنّ هذا الخبر لهو حق اليقين الذي لا مرية فيه ولا محيد لأحد عنه.
واختلف أهل العربية في وجه إضافة الحقّ إلى اليقين، والحق ليقين، فقال بعض نحويي البصرة، قال: حقّ اليقين، فأضاف الحق إلى اليقين، كما قال وَذَلِكَ دِينُ الْقَيِّمَةِ أي ذلك دين الملَّة القيمة، وذلك حقّ الأمر اليقين. قال: وأما هذا رجل السَّوء، فلا يكون فيه هذا الرجل السَّوء، كما يكون في الحق اليقين، لأن السوء ليس بالرجل، واليقين هو الحقّ. وقال بعض أهل الكوفة: اليقين نعت للحقّ، كأنه قال: الحقّ اليقين، والدين القيم، فقد جاء مثله في كثير من الكلام والقرآن وَلَدَارُ الآخِرَةِ وَالدَّارُ الآخِرَةُ قال: فإذا أضيف توهم به غير الأوّل.